# Carsten Pagel
Carsten Gerhard Pagel (* 1. September 1962 in Berlin) ist ein deutscher Rechtsanwalt sowie ehemaliger Journalist (Junge Freiheit) und Politiker (CDU, REP).

## Leben
Pagel besuchte bis 1980 die Schiller-Oberschule in Berlin-Charlottenburg. Nach dem Abitur studierte er Rechtswissenschaften an der Freien Universität Berlin. 1987 legte er sein erstes und 1990 sein zweites juristisches Staatsexamen ab. Seit 1990 ist er als Rechtsanwalt in Berlin tätig; zugelassen zum Kammergericht, dem Oberlandesgericht des Landes Berlin.
Bereits 1983 verfasste er einen positiven Artikel zum einstigen Stuka-Piloten Hans-Ulrich Rudel in der Schülerzeitung. Er war zunächst bis 1987 Mitglied der Jungen Union (JU), dort Vorsitzender der JU in Berlin-Tiergarten. Von 1985 bis 1989 gehörte er anfangs für die CDU der Bezirksverordnetenversammlung Berlin-Tiergarten an. Gegen ihn wurde schließlich wegen eines Vorfalls auf der Jahreshauptversammlung der JU Berlin 1987 ein Parteiausschlussverfahren eingeleitet. Er wechselte zu den Republikanern (REP).
Von 1989 bis 1991 war er für Die Republikaner Berlin, deren Landesvorsitzender er von 1990 bis 1991 war, Mitglied des Abgeordnetenhauses von Berlin. Er stand im Abgeordnetenhaus dem Bauausschuss vor und war Mitglied im Rechtsausschuss. Außerdem wurde er Mitglied des Bundesvorstandes. 1991 wurde er Vorsitzender des rechtsextremen Hoffmann-von-Fallersleben-Bildungswerks, ab 1992 war er Kuratoriumsvorsitzender. 1992 trat er aus der Partei Die Republikaner aus. 1992 überführte er die REP-Zeitung Berliner Nachrichten in die Junge Freiheit, wo er bis 1993 verantwortlicher Redakteur des Berlinteils war.
Im Jahre 1992 gehörte er zu den Angegriffenen eines politisch motivierten Überfalls in Berlin, bei dem Gerhard Kaindl, Landesschriftführer der Deutschen Liga für Volk und Heimat, von Linksextremisten getötet wurde.